# Syndyophyllum
Syndyophyllum es un género perteneciente a la familia de las euforbiáceas con dos especies de plantas nativas de Sumatra, Borneo y Nueva Guinea.

## Taxonomía
El género fue descrito por  Joseph Dalton Hooker y publicado en Hooker's Icones Plantarum 18: 1702. 1887. La especie tipo es: Sphyranthera capitellata Hook. f. 

## Especies aceptadas
A continuación se brinda un listado de las especies del género Syndyophyllum aceptadas hasta marzo de 2014, ordenadas alfabéticamente. Para cada una se indica el nombre binomial seguido del autor, abreviado según las convenciones y usos.
- Syndyophyllum excelsum K.Schum. & Lauterb.
- Syndyophyllum occidentale (Airy Shaw) Welzen